# Cheese!
『Cheese!』（チーズ!）は、小学館が発行する少女向けの日本の月刊漫画雑誌。刊行月の前々月24日に発売されている。
1996年7月に創刊。1996年10月号が創刊号。『少女コミック』（小学館）の派生誌。創刊当初は『少女コミックCheese!（SHO-COMIチーズ!）』の誌名で毎月28日に発売されていた。
18歳から25歳を主なターゲットとしている。版型はB5で、無線とじ。
キャッチコピーは「女の子には、愛される物語が必要だ」。

## 特徴
映像化作品はアニメよりもテレビドラマや映画など、実写化されることが特徴である。「王道よりも変化球、アダルトな香りを持つ作品」が読者から支持されており、「一般的な恋愛系少女漫画よりも世界観設定が凝っている作品」が多く掲載されている。

## 歴代編集長
- 武者正昭（20??年 - 2013年[5]）
- 菊池博和（2013年 - 2015年[5]、2024年[2] - ）
- 畑中雅美（2016年12月時点[6]。2023年1月時点[7]。2015年 - 2019年[8]、2022年[9][10] - ）
- 西巻篤秀[11]（2019年 - 2022年）

## 連載作品
※ 2025年6月24日（2025年8月号）現在。
- うちの犬が子ネコ拾いました。（竜山さゆり）：2017年6月号[12] -
- 殉国のアルファ（嶋木あこ）：2021年5月号[13] -
- 今日もハジメ先輩が好きすぎる（湯町深）：2023年6月号[14] - ※休載中[15]
- 今日は何する？（嶋木あこ）：2023年11月号[16] - ※シリーズ[16]
- 群青のカルテ（椎名チカ）：2023年11月号[16] -
- 鳴川くんは泣かされたくない（遠山あち）：2023年11月号[16] -
- ヒロインなのに、イケメンアイドル♂になりました!?（愛染マナ）：2024年2月号[17] -
- カノジョは俺にかみつきたい（浅野あや）：2024年9月号[18] -
- 蝶は愛執の檻にとらわれる（七海月）：2024年12月号[19] -
- 愛でて春 〜呪われた公爵騎士様は溺愛する〜（朱神宝）：2025年1月号[20] -
- なきっつらに恋（華谷艶）：2025年3月号[21] -
- 僕は魔法少女（♂）に恋をした。（藤田すてふぁにー）：2025年4月号[22] - ※電子版限定連載[22]
- 私より可愛いJKがいたら○す（三浦コズミ）：2025年6月号[23] -
- 生まれ変わってやり直させて（七尾美緒）：2025年7月号[24] -

## 過去の連載作品

### 1990年代
- こわしたいほど愛されたい（すもと亜夢）：1996年10月号[25] - 1999年5月号
- 月にキスの花束を（北川みゆき）：1996年10月号[25] - 1998年1月号
- MYダーリン・ライオン（長谷部百合）：1997年 - 2000年
- 永遠かもしれない（赤石路代）：1997年10月号 - 2000年6月号
- 罪に濡れたふたり（北川みゆき）：1998年12月号 - 2004年12月号
- げっちゅー♥（すぎ恵美子）1999年5月号 -

### 2000年代
- 私の…メガネ君（すもと亜夢）：2001年9月号 -
- 月下の君（嶋木あこ）：2002年5月号 - 2004年8月号
- 愛†少女（すぎ恵美子）：2003年3月号 - 2004年6月号
- 好きになってもいいの?（太田早紀）2003年11月号 - 2004年12月号
- ヌードな果実たち（北川みゆき）2005年2月号 - 2006年1月号
- 汝、誓いの口づけを…（太田早紀）：2005年5月号 - 2005年8月号
- Honey Hunt（相原実貴）2007年2月号 - 2010年1月号[26]
- 僕達は知ってしまった（宮坂香帆）：2007年4月号 - 2012年5月号
- キョ→ダイだからなんだよっ!?（棉田のぶ）2007年5月号 - 2007年11月号
- コイイロオモイ（湯町深）2007年7月号 - 2007年9月号
- 裸の王子様〜Love Kingdom〜（山田こもも）2007年8月号 - 2008年5月号
- ウブかわ〜初めての彼〜（堂本奈央）2007年9月号 - 2009年3月号
- 恋したがりのブルー（藤原よしこ）：2007年10月号 - 2009年9月号
- トリプルKISS（嶋木あこ）2007年11月号 - 2008年6月号
- 初恋に溺れた（桜田雛）2008年2月号 - 2008年4月号
- 奪ってあげます（西城綾乃）2008年3月号 - 2008年5月号
- 僕はキスで嘘をつく（藤間麗）：2008年6月号 - 2008年12月号
- 王子達は依存する（桜田雛）：2008年11月号 - 2009年1月号
- 黎明のアルカナ（藤間麗）：2009年3月号 - 2013年8月号[27]
- コスプレ刑事（堂本奈央）：2009年4月号 - 2011年4月号[28]
- カノジョは嘘を愛しすぎてる（青木琴美）：2009年5月号 - 2017年4月号[29]
- ヒミツのアイちゃん（花緒莉）：2009年9月号 - 2014年11月号[30]
- 彼氏はドーベルマン（西城綾乃）2009年10月号 - 2009年12月号
- ぴんとこな（嶋木あこ）：2009年11月号 - 2015年11月号[31]
- 少女の時間（椎名チカ）：2009年12月号 - 2010年2月号
- だから恋とよばないで（藤原よしこ）：2009年12月号 - 2011年11月号

### 2010年代
- 眠れる森の獣たち（山田こもも）：2010年1月号[32] -
- 5時から9時まで（相原実貴）：2010年3月号[26] - 2020年5月号[33]
- 分別と多感（桜田雛）：2010年6月号[34] - 2010年8月号
- お子様ぱーんち!（車谷晴子）：2010年7月号[35] -
- 水恋（七尾美緒）：2011年1月号[36] -
- 殺されるなら、いっそ桜の木の下で（桜田雛）：2011年4月号[28] - 2011年6月号
- 11歳の王様（車谷晴子）：2011年5月号[37] -
- ランウェイ・WARS（あらいきよこ）：2011年6月号[38] -
- ダメ恋みほん帖（水谷愛）：2011年7月号[39] - 2012年6月号
- 青の微熱（椎名チカ）：2011年8月号[40] - 2012年8月号
- ブラッディー フォークロア（高宮智）：2011年9月号[41] -
- ダンナさんは芸人さん（清水まみ）2011年10月号 - 2012年6月号
- シークレット・シェアハウス（堂本奈央）：2011年10月号[42] -
- 初恋はまるで刃のように（わたなべ志穂）：2011年12月号[43] -
- ナイショのふたり（浅野あや）： 2012年1月号 - 2012年8月号
- 後にも先にもキミだけ（川上ちひろ）：2012年1月号[44] -
- ペン先にシロップ（七尾美緒）：2012年2月号[45] - 2013年8月号[27]
- カレと私のあんなこと…（湯町深）： 2012年3月号 - 2012年9月号
- 金魚の糞（桜田雛）：2012年3月号[46] - 2013年7月号
- ピンクのしっぽ（藤原よしこ）：2012年3月号[46] -
- 百獣の王に告ぐ!（朱神宝）：2012年5月号 - 2012年7月号
- グリーン・ウェンズデー（おおばやしみゆき）：2012年7月号[47] - 2012年12月号
- いつか君たちも大人になる（藤緒あい）：2012年8月号[48] - 2012年12月号
- 殉血LOVERS（高宮智）：2012年9月号 - 2013年4月号
- ノーコントロール（湯川果奈）：2012年9月号 - 2012年11月号
- あかいいと（宮坂香帆）：2012年10月号[49] - 2015年9月号[50]
- 制服の微熱（湯町深）：2012年11月号[51] - 2014年1月号[52]
- 私はまだそれを知らない（椎名チカ）：2012年12月号[53] - 2013年3月号
- 不機嫌なロゼット（冬織透真）：2013年1月号 -
- スキのかけら、キスの記憶（浅野あや）：2013年2月号[54] - 2013年4月号
- はつこい依存症（朱神宝）：2013年4月号[55] - 2013年6月号
- 100回泣くこと（原作：中村航、水谷愛）：2013年4月号[55] - 2013年6月号
- 今日もウチで待ち合わせ（藤緒あい）：2013年7月号[56] - 2013年10月号
- 花街鬼（桜田雛）：2013年10月号[57] -
- 夢幻ソワカ〜東京少女陰陽師〜（七尾美緒）：2013年10月号[57] - 2014年12月号[58] ※第1部完[58]
- ロッカメルト〜フィアンセは雪男〜（藤間麗）：2013年11月号[59] - 2015年1月号[60]
- 37.5℃の涙（椎名チカ）：2013年12月号[61] - 2014年11月号[30]、2015年7月号[62] - 2022年7月号[63]
- いつかの君と恋を（佐倉紫露）：2014年1月号[64] -
- ケモノスイッチ（湯町深）：2014年4月号[65] - 2015年6月号[66]
- はにぃ＊ばでぃ（朱神宝）：2014年4月号[65] - 2014年6月号[67]
- 隆之介くんは優しくない（浅野あや）：2014年5月号 - 2014年7月号[30]、2ndシリーズ：2014年9月号 - 2014年11月号
- 金曜日は初恋（中村ユキチ）：2014年6月号[67] - 2014年8月号[68]
- 絶望ベイビー（桜田雛）：2014年8月号[68] - 2015年2月号[69]
- 姫とナイトと、となりの私。（朱神宝）：2014年8月号[68] - 2014年10月号[70]
- 煩悩パズル（川上ちひろ）：2014年10月号[70] - 2017年2月号[71]
- ラブ×ジョイント（中村ユキチ）：2014年11月号[30] - 2015年1月号[60]
- 百日紅男子高等学校!!（花緒莉）：2014年12月号[58] - 2015年9月号、2016年1月号[72] -
- マンボウちゃんとライオンくん（佐倉紫露）：2014年12月号[58] - 2015年2月号[69]
- 上目づかいが効かない理由。（石川ユキ）：2015年1月号[60] - 2015年3月号[73]
- 式神男子（七尾美緒）：2015年1月号[60] - 2016年1月号[72]
- おひさまにキス（朱神宝）：2015年2月号[69] - 2015年4月号[74]
- 鍵のない鳥籠（冬織透真）：2015年3月号[73] - 2015年5月号
- てのひらに彗星（中村ユキチ）：2015年3月号[73] - 2015年5月号
- 水神の生贄（藤間麗）：2015年4月号[74] - 2018年11月号[75]
- モトカレ←リトライ（華谷艶）：2015年4月号[74] - 2017年3月号[76]
- コーヒー&バニラ（朱神宝）：2015年6月号[66] - 2024年3月号[77]
- 絶対服従アイドル（中村ユキチ）：2015年6月号[66] - 2015年8月号[78]
- 花とみるらむ〜恋虜源氏物語〜（桜田雛）：2015年6月号[66] - 2016年4月号[79] ※途中で『黒光源氏物語〜花とみるらむ〜』に改題、単行本のタイトルは『黒源氏物語』
- 恋ベタ♀とものぐさ♂が婚活してみた。（朝田とも）：2015年7月号 - 2016年1月号[72]
- ラブ×ラブゲーム（湯町深）2015年8月号[78] - 2016年4月号[79]
- 死神たちのレイゾンデイト（冬織透真）：2015年9月号[50] - 2015年11月号[31]
- 10万分の1（宮坂香帆）：2015年10月号[80] - 2018年10月号[81]
- ぼくの輪廻（嶋木あこ）：2016年4月号[79] - 2020年12月号[82]
- 私は天才を飼っている。（七緒美緒）：2016年5月号[83] -
- B-PROJECT 妄想＊スキャンダル（原作：MAGES.、漫画：杜乃ミズ）：2016年7月号[84] - 2016年12月号
- 執事たちの沈黙（桜田雛）：2016年8月号[85] - 2020年9月号[86]
- KING OF PRISM Pretty Rhythm〜Over the Rainbow!〜（綾月もか）：2016年10月号[87] - 2017年8月号[88]
- なめて、かじって、ときどき愛でて（湯町深）：2016年11月号[89] - 2023年2月号[90]
- 本当に良い美容整形 悪い美容整形（朝田とも）：2017年1月号[91] -
- 魔法×少女にHが足りないっ（清水まみ）：2017年3月号[76] - 2019年12月号[92]
- 捨て犬にハニートースト（華谷艶）：2017年5月号[93] - 2018年8月号
- 放課後トキシック（川上ちひろ）：2017年6月号[12] - 2019年8月号
- オトナのはじめて（朝田とも）：2017年7月号[94] -
- 虹、甘えてよ。（青木琴美）：2017年9月号[95] - 2020年10月号[96]
- 発熱リビドー（雨村澪）2018年2月号[97] - 2019年9月号 →『プレミアCheese!』に移籍
- 羊と鋼の森（原作：宮下奈都、漫画：水谷愛）：2018年2月号[97] - 2018年6月号
- 宵の嫁入り（七緒美緒）：2018年9月号[98] - 2021年8月号[99]
- ハツコイ×アゲイン（華谷艶）：2018年9月号[98] -
- 金色ジャパネスク〜横濱華恋譚〜（宮坂香帆）2018年12月号[100] - 2020年6月号[101] →『& Flower』に移籍[101]
- 王の獣（藤間麗）：2019年3月号 - 2025年3月号[21]
- 恋と弾丸（箕野希望）：2019年6月号[102] - 2022年8月号[103] ※『プレミアCheese!』と平行連載[102]
- 神男子のいいなずけ（川上ちひろ）：2019年12月号[92] - 2020年8月号[104]

### 2020年代
- 狼のシュガーレス（藤原えみ）：2020年6月号[101] -
- 黒崎秘書に誉められたい（宮坂香帆）：2020年9月号[86] - 2025年6月号[23]
- 社内マリッジハニー（藤原えみ）：2020年10月号[96] - 2021年7月号[105] ←『プレミアCheese!』より移籍[96]
- ねぇ先生、知らないの？（浅野あや）：2020年11月号[106] - 2022年12月号[107] ←『プレミアCheese!』より移籍[106]
- エレベーター降りて左（相原実貴）：2021年1月号[108] - 2023年8月号[109] ※『5時から9時まで』のスピンオフ[108]
- 黒猫に甘噛み（華谷艶）：2021年2月号[110] - 2023年5月号[111]
- ラブ・パラサイト（雨村澪）：2021年2月号[110] - 2023年1月号
- それは大人の事情です（藤原えみ）：2021年9月号[112] - 2022年6月号[113]
- 転生悪役令嬢は見せかけドS王子をお仕置きしたい（清水まみ）：2021年10月号[114] - 2023年4月号[115] ※『プレミアCheese!』と平行連載[116]
- 虎に花束（大河きっぷ）：2021年11月号[117] - 2022年2月号
- 深愛なるFへ（七尾美緒）：2022年1月号[118] - 2025年3月号[21]
- ボクたちの不幸な話をしよう（逆巻詩音）：2022年3月号[119] - 2022年6月号[113]
- シンデレラは甘いキスにあらがえない（大葉ノコ）：2022年7月号[63] - 2022年10月号[120]
- 君に吹かれて息もできない（大河きっぷ）：2022年8月号[103] - 2023年3月号[121]
- 初恋のつづきは男子寮で（七海月）：2022年9月号[122] - 2024年9月号[18]→続編を『プレミアCheese!』で連載[123]
- 初恋クラウドハニー（藤原えみ）：2022年12月号[107] - 2023年10月号[124]
- 薔薇と殺し屋（箕野希望）：2023年2月号[90] - 2023年12月号[125]
- 女神に恋した男たち（浅野あや）：2023年4月号[126] - 2024年5月号[127]
- 反抗的なカレシ（川上ちひろ）：2023年5月号 - 2024年7月号[128]←『プレミアCheese！』より移籍[129]
- 双子の悪魔とつがいの月（夢月いめ）：2023年6月号[14] - 2024年4月号[130]
- この雪原で君が笑っていられるように（ちづはるか）：2023年7月号[131] - 2024年11月号[132]
- ショートケーキの苺はいつ食べる？（華谷艶）：2023年8月号[133] - 2024年11月号[132]
- 恋は空から降ってくる（花緒莉）：2024年6月号[134] - 2025年6月号[23]→『プレミアCheese!』に移籍[135]

### 連載開始時期不明
- R-18（すぎ恵美子）
- S+M（すもと亜夢）
- キス、絶交、キス〜ボクらの場合〜（藤原よしこ）
- キスは0時を過ぎてから（刑部真芯）
- キミのキスで触れて（花緒莉）
- 君を奪う、君を愛す（刑部真芯）
- 禁色-花筐戀歌-（刑部真芯）
- 禁断シリーズ（刑部真芯）
- 獣は花の夢を見るか（刑部真芯）
- 恋なんかはじまらない（藤原よしこ）
- 今夜、キミが会いにいく（花緒莉）
- しなやかに傷ついて（北川みゆき）
- 囚-愛玩少女-（刑部真芯）
- 素肌に革命（樹本祐季）
- SEX=LOVE2（新條まゆ）
- セツナの楽園（わたなべ志穂）
- 先生のお気に入り!（相原実貴）
- 続・先生のお気に入り!（相原実貴）
- 天使のいいなり（春日あかね）
- 薔薇の鎖（刑部真芯）
- PINKの秘めゴト♥（佐々木柚奈）
- ぼっちゃまはイジワル（長谷部百合）
- 毎日 君に 恋してる（山田こもも）
- モテっ子♥大・作・戦（桜井美也）
- 欲望と恋のめぐり（刑部真芯）
- よっくんといっしょ（水鏡なお）
- 夜まで待てない。（太田早紀）
- ラブ&ノイズ!（本多夏巳）
- ロイヤル☆セブンティーン（香代乃）

## 映像化作品
| 作品                       | 放送年 | 制作                 | 備考・出典                                                                                  |
| -------------------------- | ------ | -------------------- | ------------------------------------------------------------------------------------------- |
| ぴんとこな                 | 2013年 | TBSテレビ 松竹(協力) |                                                                                             |
| カノジョは嘘を愛しすぎてる | 2013年 | フジテレビ           | 番組名：『カノジョは嘘を愛しすぎてる サイドストーリー〜ボクとカノジョが出会う前の物語〜』。 |
| 37.5℃の涙                  | 2015年 | TBSテレビ テレパック | [ 50 ] [ 137 ]                                                                              |
| 5時から9時まで             | 2015年 | フジテレビ           | 番組名：『5→9〜私に恋したお坊さん〜』                                                       |
| カノジョは嘘を愛しすぎてる | 2017年 | tvN スタジオドラゴン | 韓国制作のテレビドラマ                                                                      |
| コーヒー&バニラ            | 2019年 | 毎日放送 ソケット    | [ 139 ]                                                                                     |
| ねぇ先生、知らないの?      | 2019年 | 毎日放送 ソケット    | [ 140 ]                                                                                     |
| 社内マリッジハニー         | 2020年 | 毎日放送 ROBOT       | [ 141 ]                                                                                     |
| モトカレ←リトライ          | 2022年 | 毎日放送 ROBOT       | [ 142 ]                                                                                     |
| 恋と弾丸                   | 2022年 | 毎日放送 ソケット    | [ 143 ]                                                                                     |

| 作品               | 配信年 | 配信先 | 備考・出典 |
| ------------------ | ------ | ------ | ---------- |
| ヒミツのアイちゃん | 2021年 | FOD    | [ 144 ]    |

| 作品                       | 公開年 | 配給                            | 備考・出典 |
| -------------------------- | ------ | ------------------------------- | ---------- |
| カノジョは嘘を愛しすぎてる | 2013年 | 東宝                            | [ 145 ]    |
| 10万分の1                  | 2020年 | ポニーキャニオン 関西テレビ放送 | [ 146 ]    |

## 増刊誌

### Cheese! 増刊
発売日は刊行月（奇数月）の前月10日ごろであった。判型はA5判。

### プレミアCheese!
2016年5月に発売された6月号より創刊。『Cheese!増刊号』がリニューアルされた形で刊行開始。奇数月5日発売で、祝日により前後することがある。隔月刊で年6回発売の増刊誌。判型は本誌と同じB5判。定価は640円（2022年2月号現在）。略称は「プレチー」。

#### 連載作品
※2025年8月号（2025年7月4日）現在。
- 薔薇色ノ約束（宮坂香帆）←『Cheese!』より移籍
- コーヒー&バニラ black（朱神宝）：2018年8月号 -
- うさぎは幸せな夢を見る（夢月いめ）：2023年8月号[151] -
- 違いすぎる僕たちは、恋しかなかった〜ふたりは真逆でぴったりな〜（朝田とも）：2024年2月号[152] -
- 甘えたがりな彼女について（藤原えみ）：2024年4月号[153] -
- 恋になるとは聞いてない（桃川紗奈）：2024年6月号[154] -
- ふたりぐらし奇譚〜中華的浪漫物語〜（西町セツオ）：2024年10月号[155] - 2025年8月号[123]
- 巫の婿探し（川上ちひろ）：2024年12月号[156] -
- 禁断は二十歳になってから（見崎なつみ）：2025年2月号[157] -
- ちいさな空にさんかくの太陽（鳩さわこ）：2025年2月号[157] -
- 虎くんは今日もお嬢様に試される（菊乃杏）：2025年4月号[158] -
- 花妻と宵闇〜没落令嬢は純血を捧ぐ〜（高内藤花）：2025年4月号[158] -
- やり直し愛犬は今世も恋する（広中あん）：2025年4月号[158] -
- 堕ちた月と太陽（雨宿りぃ）：2025年6月号[135] -
- 恋は空から降ってくる（花緒莉）：2025年6月号[135] - ←『Cheese!』[135]
- 初恋のつづきは男子寮で（七海月）：2025年8月号[123] - ←『Cheese!』連載の続編[123]

##### 過去の連載作品
- kissだけはヒミツ。（桃川紗奈）： - 2016年10月号
- 寝ても覚めても君と（上条あおい）： - 2016年10月号
- 故意ですが恋じゃない（浅野あや）： - 2016年12月号
- 巧くんは彼女を人に見せたくない（高宮智）： - 2017年2月号
- 取り急ぎ、同棲しませんか？（中村ユキチ）：2016年6月号 - 2019年2月号
- 王子様はマリッジブルー（わたなべ志穂）： - 2017年4月号
- ヒミツのヒロコちゃん（花緒莉）：2016年6月号 - 2022年10月号[150]
- 俺に配属されなさい（へんみ奈々恵）：2016年10月号 - 2017年6月号
- ゆるふわ水神さま（藤間麗）：2016年10月号 - 2018年10月号
- 私はヘンタイを飼っている。（七尾美緒）：2016年10月号 - 2018年6月号
- 今日からカノジョになりました。（長谷瑠依）：2016年12月号 - 2017年4月号
- デブ漫画家が一番ラクヤセできる方法を探してきましたレポ（桜井美也）：2016年12月号 - 2017年8月号
- わがまま男は一途に恋する（箕野希望）：2016年12月号 - 2017年4月号[159]
- ラブ→マウント（浅野あや）：2017年2月号[160] - 2018年8月号
- 好きやでって言わせたい!!（上条あおい）：2017年6月号 - 2017年10月号
- キスより先に、始めます（わたなべ志穂）：2017年8月号[161] - 2021年4月号[162]
- LOVE×プレイス.fam（箕野希望：2017年8月号 - 2018年2月号 ※2017年8月号掲載タイトルは『ストレイ×ソウル.fam』
- ムカつきディープクレンジング（桜井美也）：2017年10月号 - 2020年12月号
- 会長様のニセヨメ。（桃川紗奈）：2018年2月号 - 2020年4月号
- 最愛×マリッジグレー（藤原えみ）：2018年2月号 - 2018年12月号
  - 社内マリッジハニー（藤原えみ）：2019年2月号 - 2020年8月号→『Cheese!』に移籍[96]
- 初恋QUEST〜誰にも聞けない恋の話〜（月森ココ）：2018年2月号 - 2018年6月号→『&フラワー』に移籍
- 恋と弾丸（箕野希望）：2018年4月号 - 2019年4月号
- ねぇ先生、知らないの?（浅野あや）：2018年12月号[163] - 2020年10月号→『Cheese!』に移籍[106]
- その恋は校則違反です（上条あおい）：2019年4月号 - 2020年6月号[164]
- 寝ても覚めてもキスしても（中村ユキチ）：2019年4月号 - 2019年8月号→『&フラワー』に移籍
- お猫さま…!!（七尾美緒）：2019年6月号[165] - 2021年4月号
- 恋と弾丸 Special Bullet（箕野希望）：2019年6月号 - 2022年8月号[166] ※『Cheese!』と平行連載[102]
- 発熱リビドー（雨村澪）：2019年10月号 - 2020年12月号←『Cheese!』より移籍
- ないものねだりの恋たちは（桃川紗奈）：2020年6月号[164] - 2023年6月号
- 宮廷魔女の王子録（上条あおい）：2020年8月号[167] - 2021年12月号[168]
- 今日もスーパースターに求婚されてます（七海月）：2020年10月号[169] - 2021年8月号[170]
- ラブマリ（たむら紗知）：2020年10月号[169] - 2021年4月号[162]
- 恋は〆切のあとで〜書店員。ときどき、ミステリ作家〜（朱音りか）：2020年12月号[171] - 2022年10月号[150]
- 反抗期なカレシ（川上ちひろ）：2021年2月号[172] - 2023年2月号→『Cheese!』に移籍[173]
- ブラック彼氏（原作：堀井亜生、桜井美也）：2021年2月号[174] - 2025年6月号[175]
- 17歳、恋と呼ぶには不十分（逆巻詩音）：2021年6月号[176] - 2021年12月号[168]
- パーフェクトスキャンダル（菊乃杏）：2021年6月号[176] -  2024年10月号[177]←『めちゃコミック』より移籍[178]
- THE HOUSE〜階下の王子様〜（桃田紗世）：2021年8月号[170] - 2022年10月号[150]
- 鬼の千年恋（七海月）：2021年10月号 - 2022年10月号[150]←移籍
- 転生悪役令嬢は見せかけドS王子をお仕置きしたい：2021年12月号[116] - 2023年4月号[179] ※『Cheese!』と平行連載[116]
- 早くシて、店長!!（秋ひろな）：2021年12月号[116] - 2022年8月号[166]←『&フラワー』より移籍[116]
- 冷酷王子と嫌われ魔女の幸せな人生計画〜罪深き魔女は前世の咎を利用する（上条あおい）：2022年2月号[180] - 2023年8月号[151]
- 午前1時過ぎのシンデレラ（秋ひろな）：2022年10月号[150] - 2024年12月号[181] ※2023年10月号より新章として『恋を知らずに、愛を売る』にタイトル変更[182]
- 恋獄花嫁道中（朝田とも）：2022年10月号[150] - 2023年4月号[179]
- 嘘つきに誓いのキス（朱音りか）：2022年12月号[183] - 2023年4月号[179]
- 恋とドリップ 〜Bitter & Sweet〜（松田みさと）：2022年12月号[183] - 2023年4月号[179]
- 二度目の恋は最愛（高内藤花）：2023年2月号[173] - 2024年2月号[184]
- キミとの夢は世界一（朱音りか）：2023年6月号[185] - 2024年6月号[186]
- プライスレスマリッジ（広中あん）：2023年6月号[185] - 2024年12月号[181]
- 炎上教師に恋なんて（大島ニコラ）：2023年8月号[151] - 2024年8月号[187]
- 年下旦那様がヤンデレすぎてぎゅんぎゅんです（みなとゆみ）：2023年8月号[151] - 2024年10月号[177]
- ごめん、ふたりを愛してる（桃川紗奈）：2023年10月号[188] - 2024年2月号[184]
- こじらせ王子の恋わずらい（鏡宮ヲリエ）：2024年4月号[153] - 2024年8月号[187]
- 今日もごきげん森野さん（お砂糖）：2024年6月号[154] - 2025年4月号[158]
- 高澤先輩が怖すぎる（花菜ミツキ）：2024年6月号[186] - 2024年10月号[189]
- 放課後の密かごと（赤月すみれ）：2024年12月号[156] - 2025年4月号[158]

## 発行部数
- 2003年9月1日 - 2004年8月31日、174,833部[190]
- 2004年9月 - 2005年8月、155,833部[190]
- 2005年9月1日 - 2006年8月31日、148,167部[190]
- 2006年9月1日 - 2007年8月31日、144,750部[190]
- 2007年10月1日 - 2008年9月30日、133,000部[190]
- 2008年10月1日 - 2009年9月30日、117,667部[190]
- 2009年10月1日 - 2010年9月30日、103,917部[190]
- 2010年10月1日 - 2011年9月30日、90,417部[190]
- 2011年10月1日 - 2012年9月30日、82,084部[190]
- 2012年10月1日 - 2013年9月30日、76,334部[190]
- 2013年10月1日 - 2014年9月30日、70,750部[190]
- 2014年10月1日 - 2015年9月30日、61,250部[190]
- 2015年10月1日 - 2016年9月30日、59,417部[190]
- 2016年10月1日 - 2017年9月30日、51,750部[190]
- 2017年10月1日 - 2018年9月30日、41,750部[190]
- 2018年10月1日 - 2019年9月30日、30,833部[190]
- 2019年10月1日 - 2020年9月30日、26,917部[190]
- 2020年10月1日 - 2021年9月30日、23,500部[190]
- 2021年10月1日 - 2022年9月30日、20,500部[190]
- 2022年10月1日 - 2023年9月30日、18,750部[190]
- 2023年10月1日 - 2024年9月30日、15,417部[190]